# Brooke Shields
Brooke Shields (született: Brooke Christa Camille Shields) (New York, 1965. május 31. –) amerikai modell, színésznő.

## Fiatalkora
Manhattanben született. Édesanyja Teri Shields, édesapja Frank Shields. Anyja angol, német, skót-ír és walesi, apja angol, francia, ír és olasz származású.
Frank családja nem szerette volna, ha megszületik a gyerek, még pénzt is adtak elvetetés céljából, azonban Teri megtartotta. Végül Frank feleségül vette Terit, de hamar el is váltak.  Két mostohatestvére és három féltestvére van.
Édesanya már csecsemő korától a show-bizniszbe szánta a lányt. Középiskolai éveiben Haworth-ban lakott.

## Pályafutása
A modell karrierjét 11 hónapos korában kezdte. 1977-ben szerepelt az Annie Hall című filmben, azonban a végső verzióból kivágták. 12 évesen egy gyermekprostituáltat játszott a vitatott Csinos kislány című filmben. A film után felmerült a gyermekpornográfia. 14 évesen Calvin Klein farmernadrág reklámokban szerepelt. 16 évesen a világ legismertebb gyermekmodellje és színésze lett. 

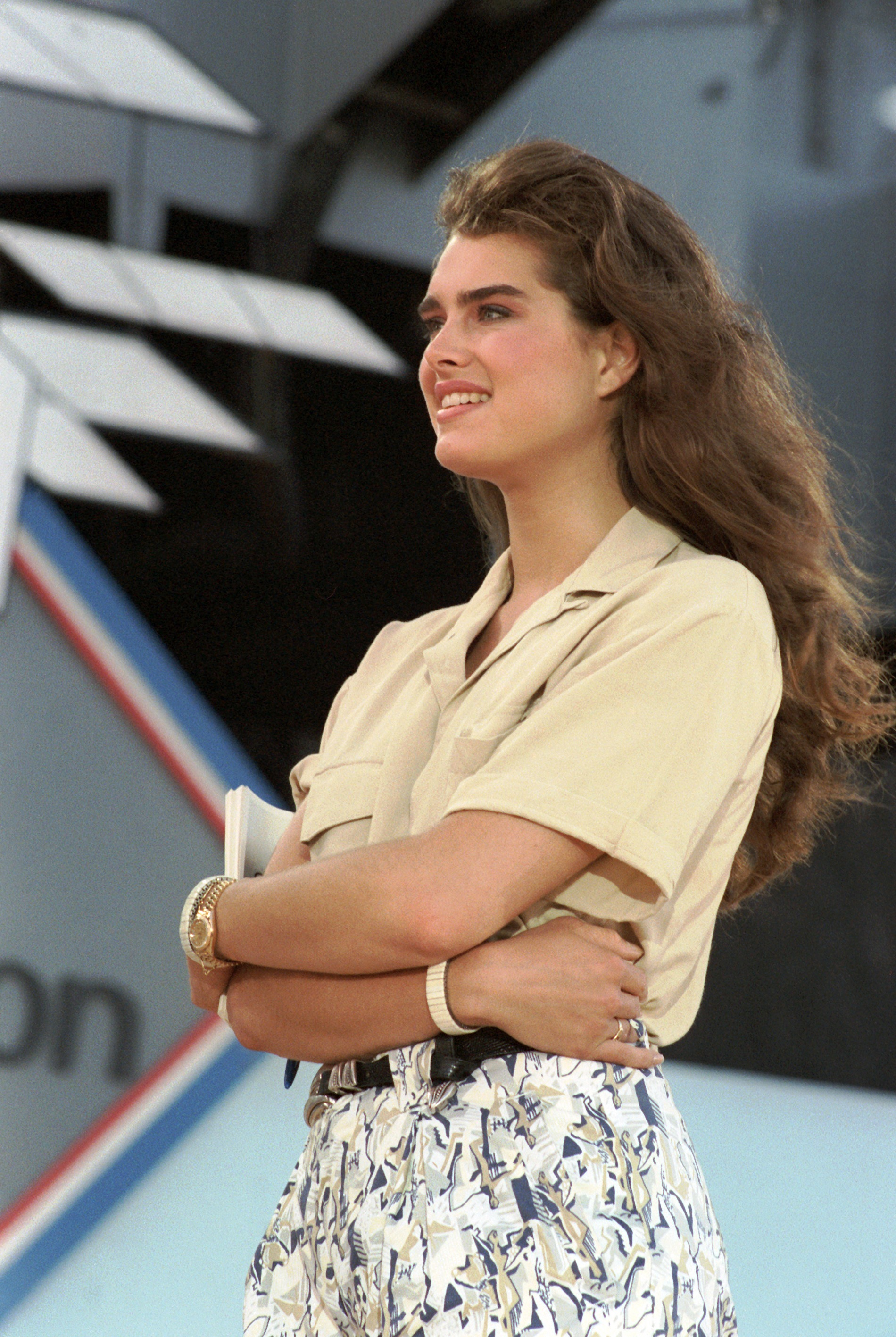
Shields 1986-ban

A kék lagúnában is szinte mindent levetett, bár hosszú haja mindent el is takart; de később kiderült, hogy pár jelenetben egy idősebb lány helyettesítette. Ezt követően Franco Zeffirelli kevésbé sikeres Végtelen szerelem című filmjében kapott lehetőséget, majd a Szahara kalandos történetében láthattuk. A Jóbarátok 1994-es  epizódjában tűnt fel vendégszereplőként, amely a sorozat számára rekordnézettséget hozott. A sikeren felbuzdulva 1996-ban új vígjátéksorozatot indítottak főszereplésével. A Szeleburdi Susan két Golden Globe-jelölést is hozott számára, ez volt eddigi pályának legrangosabb szakmai elismerése. Korábban viszont többször jelölték Arany Málna díjra. 1998-ban egy leszbikus lányt játszott A szerelem filozófiája című filmben. 2001-ben szerepelt A másik anya című filmben. 2010 és 2018 között A semmi közepén című sorozatban szerepelt.

## Magánélete
A Health című magazinnak elmondta, hogy 22 évesen vesztette el a szüzességét Dean Cain színésszel. Vegán és állatjogi aktivista.
1997-ben hozzáment az amerikai teniszcsillaghoz Andre Agassihoz, majd két év múlva elváltak. 2001-ben újra férjhez ment, ezúttal Chris Henchy forgatókönyvírónak mondta ki a boldogító igent, akitől két lánya született. Az első gyermeke születése után depresszióval küzdött, majd felépülése után könyvet írt.

## Filmográfia

### Film
| Év   | Magyar cím                                           | Eredeti cím                                   | Szerep                                  | Magyar hang        |
| ---- | ---------------------------------------------------- | --------------------------------------------- | --------------------------------------- | ------------------ |
| 1976 | Alice, édes Alice!                                   | Alice, Sweet Alice                            | Karen Spages                            | Simonyi Piroska    |
| 1978 | Csinos kislány                                       | Pretty Baby                                   | Violet                                  |                    |
| 1978 | A cigányok királya                                   | King of the Gypsies                           | Tita                                    |                    |
| 1979 |                                                      | Tilt                                          | Tilt                                    |                    |
| 1979 |                                                      | Wanda Nevada                                  | Wanda Nevada                            |                    |
| 1979 | Én és a kölyök                                       | Just You and Me, Kid                          | Kate                                    | Bogdányi Titanilla |
| 1980 | A kék lagúna                                         | The Blue Lagoon                               | Emmeline Lestrange                      | Kováts Adél        |
| 1980 | A kék lagúna                                         | The Blue Lagoon                               | Emmeline Lestrange                      | Németh Borbála     |
| 1981 | Végtelen szerelem                                    | Endless Love                                  | Jade Butterfield                        | Zsíros Ágnes       |
| 1983 | Szahara                                              | Sahara                                        | Dale                                    | Kovács Nóra        |
| 1983 | Szahara                                              | Sahara                                        | Dale                                    | Huszárik Kata      |
| 1983 | Szahara                                              | Sahara                                        | Dale                                    | Götz Anna          |
| 1984 | Muppet-show New Yorkban                              | The Muppets Take Manhattan                    | vásárló                                 |                    |
| 1989 | Sebességzóna – Ágyúgolyó futam 3.                    | Speed Zone                                    | stewardess                              | Dudás Eszter       |
| 1989 | Sebességzóna – Ágyúgolyó futam 3.                    | Speed Zone                                    | stewardess                              | Biró Anikó         |
| 1989 | Brenda Starr                                         | Brenda Starr                                  | Brenda Starr                            | Orosz Helga        |
| 1990 | Külvárosi álmok                                      | Backstreet Dreams                             | Stevie                                  |                    |
| 1992 | Szabadnak születtek                                  | Running Wild                                  | Christine Shaye                         | Balogh Erika       |
| 1993 |                                                      | Freaked                                       | Skye Daley                              |                    |
| 1994 |                                                      | The Postgraduate                              | fantázia feleség                        |                    |
| 1994 | A hetedik emelet foglya                              | The Seventh Floor                             | Kate Fletcher                           | Györgyi Anna       |
| 1996 | Pokolsztráda                                         | Freeway                                       | Mimi Wolverton                          | Fazekas Zsuzsa     |
| 1998 | A szerelem filozófiája                               | The Misadventures of Margaret                 | Lily                                    |                    |
| 1999 |                                                      | The Weekend                                   | Nina                                    |                    |
| 1999 | Fekete-fehér                                         | Black and White                               | Sam Donager                             |                    |
| 1999 | Oltári vőlegény                                      | The Bachelor                                  | Buckley Hale-Windsor                    | Szénási Kata       |
| 1999 |                                                      | The Disenchanted Forest                       | önmaga                                  |                    |
| 2000 | Szex után                                            | After Sex                                     | Kate                                    | Kéri Kitty         |
| 2004 | Egy nejnél jobb a kettő                              | Our Italian Husband                           | Charlene Taylor                         | Kéri Kitty         |
| 2004 | Húsvéti tojáskaland                                  | The Easter Egg Adventure                      | Harriet Hare (hangja)                   |                    |
| 2005 | Komolytalan komornyik                                | Bob the Butler                                | Anne Jamieson                           | Kökényessy Ági     |
| 2007 |                                                      | National Lampoon's Bag Boy                    | Mrs. Hart                               |                    |
| 2008 | Az Igazság Ligája – Az új küldetés                   | Justice League: The New Frontier              | Carol Ferris (hangja)[forrás?]          | Nádasi Veronika    |
| 2008 | Éjféli etetés                                        | The Midnight Meat Train                       | Susan Hoff                              | Kovács Nóra        |
| 2008 | Állati mesék 3. – Az Aranyfürt és a három medve-show | Unstable Fables: Goldilocks & 3 Bears Show Me | Ruby Bear (hangja)                      |                    |
| 2009 | Hannah Montana – A film                              | Hannah Montana: The Movie                     | Susan Stewart (stáblistán nem szerepel) |                    |
| 2010 | Drágán add a rétedet                                 | Furry Vengeance                               | Tammy Sanders                           | Pápai Erika        |
| 2010 | Pancser Police                                       | The Other Guys                                | önmaga                                  |                    |
| 2011 | Szerelem az Alpokban                                 | Chalet Girl                                   | Caroline                                | Györgyi Anna       |
| 2011 |                                                      | The Greening of Whitney Brown                 | Joan Brown                              |                    |
| 2013 | Dögös koros kosarasok                                | The Hot Flashes                               | Beth Humphrey                           | Bertalan Ágnes     |
| 2013 | Szörnyűséges ünnep                                   | A Monsterous Holiday                          | Betsy (hangja)                          | Orosz Anna         |
| 2014 |                                                      | Under Wraps                                   | Jean (hangja)                           |                    |
| 2017 |                                                      | Daisy Winters                                 | Sandy Winters                           |                    |
| 2020 |                                                      | My Boyfriend's Meds                           | Alicia                                  |                    |
| 2021 | A karácsonyi kastély                                 | A Castle for Christmas                        | Sophie                                  |                    |
| 2024 | A menyasszony anyja                                  | Mother of the Bride                           | Lana                                    | Pápai Erika        |

### Televízió

#### Tévéfilm
| Év   | Magyar cím                                  | Eredeti cím                             | Szerep               | Magyar hang         |
| ---- | ------------------------------------------- | --------------------------------------- | -------------------- | ------------------- |
| 1974 |                                             | After the Fall                          | Quentin lánya        |                     |
| 1977 |                                             | The Prince of Central Park              | Kristin              |                     |
| 1984 | Gyilkos arany                               | Wet Gold                                | Laura                |                     |
| 1988 | A nagy gyémánthajsza                        | The Diamond Trap                        | Tara Holden          | Major Melinda       |
| 1993 | Laura végzete                               | I Can Make You Love Me                  | Laura Black          | Balázs Ágnes        |
| 1994 | Amerikai szerelem                           | Un amore americano                      | Greta                |                     |
| 1998 |                                             | The Almost Perfect Bank Robbery         | Cyndee Lafrance      |                     |
| 2001 | A másik anya                                | What Makes a Family                     | Janine Nielssen      | Németh Borbála      |
| 2003 | Miss Spider – A film                        | Miss Spider's Sunny Patch Kids          | Miss Spider (hangja) | Orosz Anna[forrás?] |
| 2004 | A gyilkos nem felejt                        | Gone, But Not Forgotten                 | Betsy Tannenbaum     | Nyírő Bea           |
| 2005 |                                             | New Car Smell                           | April                |                     |
| 2010 | A fiú, aki vérfarkast kiáltott              | The Boy Who Cried Werewolf              | Madame Varcolac      | Bertalan Ágnes      |
| 2016 | Virágbolti rejtélyek: Különös krizantémok   | Flower Shop Mystery: Mum's The Word     | Abby Knight          | Györgyi Anna        |
| 2016 | Virágbolti rejtélyek: A Fekete rózsa esete  | Flower Shop Mystery: Snipped in the Bud | Abby Knight          | Györgyi Anna        |
| 2016 | Virágbolti rejtélyek: Gyilkosság az esküvőn | Flower Shop Mystery: Dearly Depotted    | Abby Knight          | Györgyi Anna        |

#### Sorozat
| Év        | Magyar cím                               | Eredeti cím                                        | Szerep                      | Megjegyzések                                            |
| --------- | ---------------------------------------- | -------------------------------------------------- | --------------------------- | ------------------------------------------------------- |
| 1980      | Muppet Show                              | The Muppet Show                                    | önmaga                      | 1 epizód                                                |
| 1982      |                                          | The Doctors                                        | Elizabeth Harrington        | 1 epizód                                                |
| 1984      |                                          | Blondes vs. Brunettes                              | önmaga                      | különkiadás                                             |
| 1992      | Quantum Leap – Az időutazó               | Quantum Leap                                       | Vanessa Foster              | 1 epizód                                                |
| 1993      | A Simpson család                         | The Simpsons                                       | önmaga (hangja)             | 1 epizód                                                |
| 1993      | Mesék a kriptából                        | Tales from the Crypt                               | Norma                       | 1 epizód                                                |
| 1995      | Semmi sem tart örökké                    | Nothing Lasts Forever                              | Dr. Beth Taft               | - minisorozat - magyar hangja: - Kiss Erika             |
| 1996      | Jóbarátok                                | Friends                                            | Erika Ford                  | 1 epizód                                                |
| 1996–2000 | Szeleburdi Susan                         | Suddenly Susan                                     | Susan Keane                 | főszereplő és producer                                  |
| 2001      | Divatalnokok                             | Just Shoot Me!                                     | Erlene Noodleman            | 1 epizód                                                |
| 2002      |                                          | Widows                                             | Shirley Heller              | minisorozat                                             |
| 2003      |                                          | Gary the Rat                                       | Cassandra Harrison (hangja) | 1 epizód                                                |
| 2004      |                                          | I'm with Her                                       | Ivy Tyler                   | 1 epizód                                                |
| 2004      | Azok a 70-es évek show                   | That '70s Show                                     | Pamela Burkhart             | - 7 epizód - magyar hangja:[forrás?] - Hámori Eszter    |
| 2006      | Esküdt ellenségek: Bűnös szándék         | Law & Order: Criminal Intent                       | Kelly Sloane-Raines         | 1 epizód                                                |
| 2006      | Kés/Alatt                                | Nip/Tuck                                           | Faith Wolper                | 3 epizód                                                |
| 2007      | Két pasi – meg egy kicsi                 | Two and a Half Men                                 | Danielle Stewert            | 1 epizód                                                |
| 2007      | The Batman                               | The Batman                                         | Julie (hangja)              | 1 epizód                                                |
| 2007–2009 | Hannah Montana                           | Hannah Montana                                     | Susan Stewart               | - 3 epizód - magyar hangja:[forrás?] - Kocsis Judit     |
| 2008–2009 | Rúzs és New York                         | Lipstick Jungle                                    | Wendy Healy                 | - főszereplő - magyar hangja:[forrás?] - Németh Borbála |
| 2010      | Mit gondolsz, ki vagy?                   | Who Do You Think You Are?                          | önmaga                      | 1 epizód                                                |
| 2010–2018 | A semmi közepén                          | The Middle                                         | Rita Glossner               | 6 epizód                                                |
| 2013      | Katonafeleségek                          | Army Wives                                         | Kat Young                   | 5 epizód                                                |
| 2013      |                                          | Super Fun Night                                    | Alison Lockridge            | 1 epizód                                                |
| 2014      |                                          | The Michael J. Fox Show                            | Deborah                     | 2 epizód                                                |
| 2014–2016 |                                          | Creative Galaxy                                    | Seraphina (hangja)          | 8 epizód                                                |
| 2014–2019 |                                          | Mr. Pickles                                        | Mrs. Goodman (hangja)       | 19 epizód                                               |
| 2016      | Scream Queens – Gyilkos történet         | Scream Queens                                      | Dr. Scarlett Lovin          | - 1 epizód - magyar hangja:[forrás?] - Urbán Andrea     |
| 2016      |                                          | When Calls the Heart                               | Charlotte Thornton          | 2 epizód                                                |
| 2017      |                                          | Michael Bolton's Big, Sexy Valentine's Day Special | önmaga                      | különkiadás                                             |
| 2017      |                                          | Nightcap                                           | önmaga                      | 1 epizód                                                |
| 2017–2018 | Esküdt ellenségek: Különleges ügyosztály | Law & Order: Special Victims Unit                  | Sheila Porter               | 5 epizód                                                |
| 2018      |                                          | Murphy Brown                                       | Holly Mackin Lynne          | 1 epizód                                                |
| 2018–2019 | Szeplőtelen Jane                         | Jane the Virgin                                    | River Fields                | 14 epizód                                               |
| 2019–2021 | Mama kicsi seriffje                      | Momma Named Me Sheriff                             | Mrs. Goodman (hangja)       | 8 epizód                                                |
| 2020      | 911 L.A.                                 | 9-1-1                                              | Dr. Kara Sandford           | 1 epizód                                                |
| 2021      |                                          | Martha Gets Down and Dirty                         | önmaga                      | reality (1 epizód)                                      |
| 2022      | Impractical Jokers – Totál szívatás      | Impractical Jokers                                 | önmaga                      | 3 epizód                                                |
| 2022      |                                          | Would I Lie to You?                                | önmaga                      | vetélkedő (1 epizód)                                    |
| 2023      |                                          | Pretty Baby: Brooke Shields                        | önmaga                      | dokumentumfilm                                          |

## Magyarul megjelent kötete
- És hullott az eső. Szülés utáni depresszióm és boldogságom naplója; ford. Mörk Leonora; KVHáz Könyvek, Nagykovácsi, 2005